# العلاقات البوتسوانية التونسية
العلاقات البوتسوانية التونسية هي العلاقات الثنائية التي تجمع بين بوتسوانا وتونس.

## مقارنة بين البلدين
هذه مقارنة عامة ومرجعية للدولتين:
| وجه المقارنة                                              | بوتسوانا                       | تونس                                       |
| --------------------------------------------------------- | ------------------------------ | ------------------------------------------ |
| المساحة (كم2)                                             | 581.74 ألف                     | 163.61 ألف                                 |
| عدد السكان (نسمة)                                         | 2.29 مليون                     | 11.53 مليون                                |
| الكثافة السكانية (ن./كم²)                                 | 3.94                           | 70.47                                      |
| العاصمة                                                   | غابورون                        | تونس                                       |
| اللغة الرسمية                                             | لغة إنجليزية                   | اللغة العربية                              |
| العملة                                                    | بولا بوتسواني                  | دينار تونسي                                |
| الناتج المحلي الإجمالي (بليون دولار)                      | 17.41 مليار                    | 40.26 مليار                                |
| الناتج المحلي الإجمالي (تعادل القوة الشرائية) بليون دولار | 35.84 مليار                    | 129.05 مليار                               |
| الناتج المحلي الإجمالي الاسمي للفرد دولار أمريكي          | 6.36 ألف                       | 3.87 ألف                                   |
| الناتج المحلي الإجمالي للفرد دولار أمريكي                 | 16.10 ألف                      | 11.44 ألف                                  |
| مؤشر التنمية البشرية                                      | 0.698                          | 0.721                                      |
| رمز المكالمات الدولي                                      | +267                           | +216                                       |
| رمز الإنترنت                                              | .bw                            | .tn                                        |
| المنطقة الزمنية                                           | ت ع م+02:00، توقيت وسط إفريقيا | ت ع م+01:00، توقيت وسط أوروبا، ت ع م+02:00 |

## منظمات دولية مشتركة
يشترك البلدان في عضوية مجموعة من المنظمات الدولية، منها:
| علم المنظمة | اسم المنظمة                               | تاريخ انضمام بوتسوانا | تاريخ انضمام تونس |
| ----------- | ----------------------------------------- | --------------------- | ----------------- |
|             | البنك الدولي للإنشاء والتعمير             | 24 يوليو 1968         | 14 أبريل 1958     |
|             | يونسكو                                    | 16 يناير 1980         | 8 نوفمبر 1956     |
|             | مؤسسة التمويل الدولية                     | 23 مارس 1979          | 25 يوليو 1962     |
|             | المركز الدولي لتسوية المنازعات الاستشارية | 14 فبراير 1970        | 14 أكتوبر 1966    |
|             | منظمة حظر الأسلحة الكيميائية              | ?                     | ?                 |
|             | مؤسسة التنمية الدولية                     | 24 يوليو 1968         | 30 ديسمبر 1960    |
|             | منظمة التجارة العالمية                    | ?                     | ?                 |
|             | الاتحاد الأفريقي                          | 31 أكتوبر 1966        | ?                 |
|             | الاتحاد البريدي العالمي                   | ?                     | ?                 |
|             | وكالة ضمان الاستثمار متعدد الأطراف        | 15 مايو 1990          | 7 يونيو 1988      |
|             | الاتحاد الدولي للاتصالات                  | 2 أبريل 1968          | 14 ديسمبر 1956    |
|             | منظمة الشرطة الجنائية الدولية             | ?                     | ?                 |
|             | الأمم المتحدة                             | 17 أكتوبر 1966        | 12 نوفمبر 1956    |
|             | البنك الإفريقي للتنمية                    | ?                     | ?                 |

## وصلات خارجية
- موقع وزارة الخارجية البوتسوانية
- موقع وزارة الخارجية التونسية